# Trude Unruh
Pour les articles homonymes, voir Unruh.
Trude Unruh, née le 7 mars 1925 à Essen, et morte le 30 novembre 2021, est une femme politique allemande. 
Sa mort n'a été annoncée que le 1er août 2022.